# 4128 UKSTU
4128 UKSTU (1988 BM5) — астероїд головного поясу, відкритий Робертом Макнотом 28 січня 1988 року. Названий на честь Телескопа Шмідта у Великій Британії (U.K. Schmidt Telescope Unit) Королевської обсерваторії в Единбурзі та 1,2-метрового телескопа Шмідта в Сайдинг-Спрінг.
Тіссеранів параметр щодо Юпітера — 3,390.